# Otto III van Ravensberg
Otto III van Ravensberg (circa 1246 - 25 maart 1305) was van 1249 tot aan zijn dood graaf van Ravensberg. 

## Levensloop
Otto III was de zoon van graaf Lodewijk van Ravensberg en diens echtgenote Adelheid, dochter van graaf Adolf I van Dassel. 
In 1249 volgde hij zijn vader op als graaf van Ravensberg. Omdat hij nog minderjarig was, werd hij onder het regentschap geplaatst van zijn familielid Bernhard III van Lippe. Zijn moeder was het daar niet mee eens en vluchtte met haar kinderen naar haar Ratzeburgse verwanten, waarop Bernhard de burcht van Ravensberg gewelddadig liet bezetten. Uiteindelijk werd Otto III alsnog tot graaf van Ravensberg benoemd.
In 1264 zegevierde Otto in de vete tegen de graven van Gesmold. In oktober 1267 vocht hij aan de zijde van Engelbert II van Valkenburg, aartsbisschop van Keulen, in de Slag bij Zülpich. In 1270 erfde hij na het overlijden van graaf Hendrik IV van Oldenburg-Wildeshausen de burcht van Vlotho, in gezamenlijk bezit met zijn neef Hendrik van Berg. In 1290 verkocht Gerard, Hendriks opvolger, zijn helft van de burcht aan Siegfried van Westerburg, aartsbisschop van Keulen.
In 1277 sloot hij een geheim bondgenootschap met bisschop van Osnabrück Koenraad II van Rietberg, bisschop van Münster Everhard van Diest om het Sticht Herford te steunen in de strijd tegen de heren van Lippe. In 1293 stichtte hij in Bielefeld een kanunnikenklooster. 
Otto stierf in 1305, waarna hij werd bijgezet in het klooster dat hij had opgericht. Zijn zoon Otto IV volgde hem op als graaf van Ravensberg.

## Huwelijk en nakomelingen
Op 8 november 1269 huwde Otto III met Hedwig (1238-1315), dochter van heer Bernhard III van Lippe. Ze kregen negen kinderen:
- Adelheid (1270-1338), huwde in 1297 met landgraaf Otto I van Hessen
- Oda (overleden in 1313), huwde tussen 1292 en 1298 met graaf Johan I van Isenburg-Limburg
- Hedwig (overleden in 1346), huwde in 1303 met Torgil Knutsson, maarschalk van Zweden
- Herman (overleden in 1297), proost in Tongeren en kanunnik in Osnabrück en van de Sint-Lambertuskathedraal in Luik
- Lodewijk (overleden in 1294)
- Otto IV (1276-1328), graaf van Ravensberg
- Bernhard (overleden in 1346), proost in Schildesche, kanunnik in Osnabrück en Münster en graaf van Ravensberg
- Sophia (overleden in 1328), huwde met graaf Hildebold I van Oldenburg-Altbruchhausen
- Jutta (overleden in 1305), huwde in 1282 met graaf Hendrik III van Honstein-Sondershausen